# Pleurothallis sanchoi
Pleurothallis sanchoi är en orkidéart som beskrevs av Oakes Ames. Pleurothallis sanchoi ingår i släktet Pleurothallis och familjen orkidéer. Inga underarter finns listade i Catalogue of Life.